# PLAYBUTTON
PLAYBUTTON（プレイボタン）は、かつて存在していた携帯型デジタルオーディオプレーヤーの一種。日本での製造・出荷に関しては唯一、メモリーテックが担当していた。

## 概要
缶バッジ型の本体に音楽を保存したフラッシュメモリ（通常は256MB）が内蔵されており、購入者は本体にヘッドホンを接続して中に記録された曲を聞く形態のデバイス。楽曲のフォーマットとしてはWAV及びOgg Vorbisに対応していた。充電は専用USBケーブルにて行い、フル充電時には最長で約5時間程度の再生が可能。
特徴は「中に保存されている曲の入れ替え・追加等が不可」であることと、缶バッジ型であるが故に「バッジの表面のデザインを自由にカスタマイズできる」「プレイヤーそのものをバッジとして服やカバン等に装着できる」こと。同デバイスを扱うPlayButton社の創業者であるNick Dangerfieldは「PLAYBUTTONを着て歩けば、あなたはその音楽を買ったことを示し、そのバンドを支援していることを示す」ことができるとして、自分が特定のアーティストのファンであることを示す手段として有効なガジェットだと主張している。
収録曲の追加・変更が不可であることから、販売形態も電機メーカー等から発売される一般的な携帯音楽プレーヤーと異なり、CDアルバム等と同様の形態でレコード会社から発売される形が一般的だった。
アメリカ合衆国では2011年3月より販売を開始。日本では同年8月に大沢伸一がアルバム『Shinichi Osawa & Paul Chambers present SINGAPORE SWING』のPLAYBUTTON版をリリースした他、SHINeeがシングル『JULIETTE』の初回限定盤でPLAYBUTTONバージョンを発売した。11月には吉井和哉とダチョウ倶楽部のコラボシングル『マサユメ』がPLAYBUTTON限定で発売された。その後2011年12月よりメモリーテックが生産を開始しており、2012年に入り浜崎あゆみ・安室奈美恵など一部のアーティストがこの形態のアルバムを試験的にリリースしたが、後にスマートフォン向けを中心とした月額サブスクリプション制による音楽配信サービスの普及などの影響を受け、最終的に商品や販売そのものが打ち切られることとなった。